# Bubenhain
Koordinaten: 50° 57′ 54″ N, 9° 7′ 24″ O
Bubenhain ist eine Dorfwüstung in der Gemarkung von Hundshausen, einem Ortsteil von Jesberg im nordhessischen Schwalm-Eder-Kreis. Sie liegt auf 311 m Höhe über NHN im Südwesten der Gemarkung, östlich der Quelle des Treisbachs. Die Flurbezeichnung „Bubenhainer Wiese“ erinnert an die verschwundene Siedlung. 
Die erste schriftliche Erwähnung des Orts findet sich im Jahre 1287 und bereits 1336 lag der Ort wahrscheinlich wüst. Spätere Erwähnungen erscheinen mit Abwandlungen der schriftlichen Wiedergabe des Ortsnamens und beziehen sich wohl nur noch auf ein dortiges Gehölz: „an dem Buwenheyne“ (1497), „im Bubenhein“ (1549), „der Bubenhagen“ (1585), „der Bubenhain“ (1613) und zuletzt „der Buebenhain“ (1617).
Nur wenige Angaben gibt es zur Geschichte des Orts, der mehrheitlich oder in Gänze zum Besitz der Herren von Linsingen gehörte. Im Jahre 1440 verkaufte Lotz (Ludwig) von Linsingen eine Gülte zu Bubenhain, und 1456 teilten die von Linsingen Bubenhain untereinander. 1480 wurden die von Dernbach durch Kurmainz mit der Wüstung Bubenhain belehnt, aber schon 1497 verkauften sie diesen Besitz an Hans von Linsingen. 1549 verkaufte Philipp von Linsingen eine Wiese zu Bubenhain. 1572 verzichteten die von Linsingen gegen Hessen-Kassel auf die hohe Jagd zu Bubenhain, wurden dann aber von 1586 bis 1752 wieder mit der hohen Jagd und Gehölz zu Bubenhain belehnt.